# Wilhelm Hammond-Norden
Wilhelm August Hammond-Norden (Pseudonym: Erna Michel u. a.; * 3. März 1906 in Hamburg; vermisst seit der Schlacht von Stalingrad, für tot erklärt 1955) war ein deutscher Schriftsteller und Kabarettist.

## Leben und Wirken
Wilhelm Hammond-Norden war das älteste von vier Kindern von Heinrich Hammond-Norden und dessen Gattin Hedwig, geborene Schübel, die aus Schwarzenbach an der Saale stammte. Der Vater arbeitete, wie bereits die Generationen vor ihm, als Steinmetz. Er leitete den Betrieb H. L. Norden & Sohn, der seinen Sitz in Hammerbrook hatte und bis zu 200 Personen beschäftigte. Da Wilhelm Hammond-Norden der älteste Sohn war, sollte er als Nachfolger seines Vaters den Betrieb übernehmen. Daher machte er nach dem Abitur eine Ausbildung zum Steinmetz bei Zeidler & Wimmel in Berlin, der als angesehener Natursteinbetrieb galt. Anschließend kehrte er in seine Heimatstadt zurück und legte im väterlichen Unternehmen die Meisterprüfung ab.
Wilhelm Hammond-Norden interessierte sich nicht sonderlich für den Beruf des Steinmetzes, sondern bevorzugte Theater, Literatur und Kabarett. Sein Freund und Journalist Focko Thomas gab ihm den Rat, Gedichte, Prosa, Theaterkritiken und Parodien zu verfassen, die von allen großen Hamburger Zeitungen abgedruckt wurden. Hammond-Norden schrieb Beiträge für die Jahrbücher der Hamburger Künstlerfeste und die Zeitschrift Der Kreis. An der Kleinkunstbühne „Bronzekeller“, in der er äußerst erfolgreiche Auftritte als Kabarettist hatte, machte er Bekanntschaft mit Wolfgang Borchert, der Hammond-Norden verehrte und einige seiner Texte in sein eigenes Repertoire übernahm. Als Schriftsteller verfasste Hammond-Norden 1937 Der Zerr-Spiegel, der Parodien enthielt, und ein Jahr später den Lyrikband Sternschnuppen.
Hammond-Norden, der mit seiner Frau Erna zwei Kinder hatte, die 1934 (die spätere Theater-, Film- und Fernsehwissenschaftlerin Renate Möhrmann) und 1938 (Henning) zur Welt gekommen waren, ging nach Ausbruch des Zweiten Weltkriegs nach Hohwacht. Seit September 1939 musste er Kriegsdienst leisten. Hammond-Norden durchlief die Grundausbildung und wurde nach Frankreich abkommandiert, wo er das Fronttheater leitete. Später wurde er zum Kampfeinsatz am Russlandfeldzug herangezogen und erreichte Stalingrad, wo er im Winter 1943 als vermisst gemeldet wurde.
Das Unternehmen H. L. Norden & Sohn wurde nach Ende des Zweiten Weltkriegs von einem nicht familienzugehörigen Steinmetz übernommen. Da hierfür der ehemalige Besitzer aus dem Handelsregister gelöscht werden musste, wurde Wilhelm Hammond-Norden 1955 für tot erklärt.
Der Grabstein von Erna Hammond-Norden, geb. Michel (24. Mai 1906 – 6. Januar 1979), der von ihrem Sohn Henning Hammond-Norden (* 1938) geschaffen wurde, steht im Garten der Frauen auf dem Ohlsdorfer Friedhof in Hamburg.

## Veröffentlichungen
- Warum werden keine Epigramme mehr geschrieben? In: Die Literatur. Band 41, Heft 12, 1939, S. 725–728.